# Aung Thwin
Aung Thwin es un escultor birmano, nacido el 31 de marzo de 1936 en Rangún.

## Datos biográficos
Aung Thwin estudió desde 1955 a 1960 Estudios Culturales en la Universidad de Rangún . Desde 1962 a 1971 trabajó como profesor de escultura en la Escuela Estatal de Bellas Artes de Birmania. Llevó a cabo viajes de estudio, incluyendo uno en 1969 a la República Democrática Alemana. Desde 1971, Aung Thwin trabajó como escenógrafo y diseñador de vestuario en el Teatro del Estado de la capital birmana.
El trabajo de Aung Thwin consiste principalmente en pequeñas esculturas. Además, también creó algunas representaciones de figuras a tamaño natural.